# VdB 157
vdB 157 è una nebulosa a riflessione visibile nella costellazione di Cefeo.
La sua posizione si individua nella parte settentrionale della costellazione, circa a metà strada sulla congiungente le stelle ι Cephei e Alrai; si tratta di una nube di gas che si estende attorno a una stella di classe spettrale B9V, catalogata come HD 217903, una stella bianco-azzurra di sequenza principale situata nella regione Cepheus R2, in corrispondenza del Cepheus Flare. Dalla sua parallasse, pari a 2,72±0,62 mas si deduce una distanza di circa 368 parsec (pari a 1198 anni luce). La nube è composta da polveri fredde situate lontano dalla superficie della stella, ed emettono radiazione infrarossa, captata dall'IRAS.